# Fylkesväg 894
Fylkesväg 894 (norska: Fylkesvei 894) är en primär fylkesväg i Finnmark fylke i norra Norge som går mellan Mehamnelv bru i Gamviks kommun och Kjøllefjord i Lebesby kommun. Vägen är 21,1 kilometer lång och asfalterad. Den passerar bland annat genom byn Sørbotnen.

## Anslutningar
Fylkesväg 894 ansluter till:
- Fylkesväg 888 (vid Mehamnelv bru)